# Seksuele intimidatie

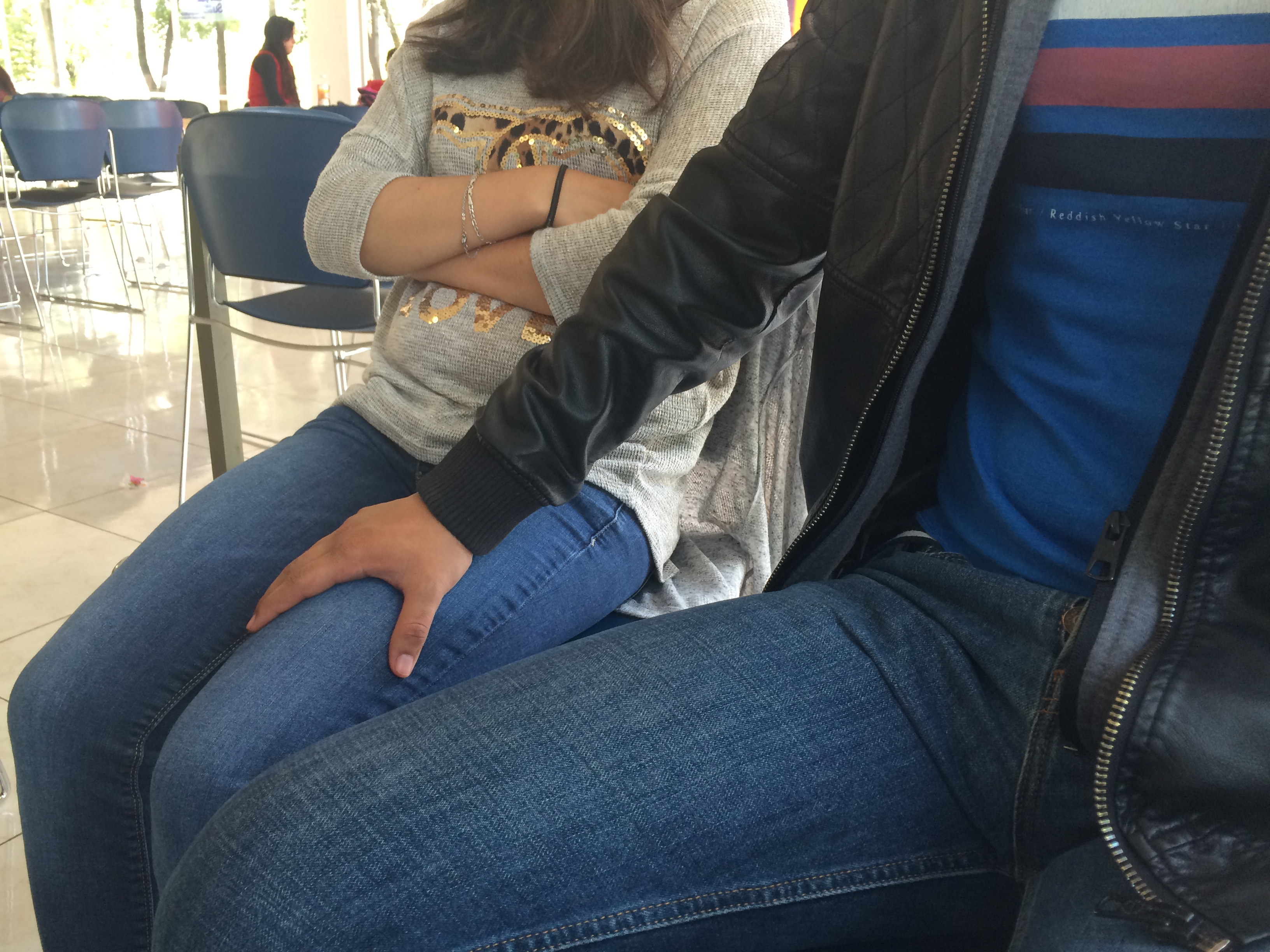
Een aanraking die als ongewenste intimiteit ervaren kan worden

Seksuele intimidatie of ongewenste intimiteit is seksueel grensoverschrijdend gedrag dat zich in allerlei situaties kan voordoen en dat door de persoon aan wie het gericht is als intimiderend of ongewenst wordt ervaren. Het is een vorm van verbaal, non-verbaal of fysiek gedrag met een seksuele connotatie dat als doel of gevolg heeft dat de waardigheid van het slachtoffer wordt aangetast, in het bijzonder wanneer een bedreigende, vijandige, beledigende, vernederende of kwetsende situatie wordt gecreëerd.
Seksuele intimidatie kan zich voordoen tussen mensen die elkaar kennen, bijvoorbeeld op het werk of op een opleidingsinstituut, maar ook tussen mensen die elkaar niet kennen, bijvoorbeeld op straat, in winkels of in het openbaar vervoer. Ook online komt het voor.
Seksuele intimidatie kan door zowel mannen als vrouwen gebezigd worden. Uit een onderzoek uit 2015 bleek dat in Nederland de dader meestal man is en het slachtoffer meestal vrouw.
De gevolgen voor het slachtoffers van seksuele intimidatie kunnen psychisch of lichamelijk zijn. Slachtoffers kunnen aangetast worden in hun eigenwaarde en welzijn, maar ook gevoelens krijgen zoals woede, angst, wantrouwen, vernedering en schaamte. Lichamelijke gevolgen zijn stress, slapeloosheid en concentratiestoornissen. Op het werk kan seksuele intimidatie leiden tot burn-outklachten en ziekmeldingen.

## Seksuele intimidatie op het werk
Seksuele intimidatie kan voorkomen op het werk. Het gedrag van de ene werknemer tegen een andere hoeft niet intimiderend bedoeld te zijn. Voorbeelden van seksuele intimidatie kunnen zijn: een aanraking, het maken van seksuele opmerkingen of het stellen van intieme vragen. Jonge medewerkers die door een superieur worden lastiggevallen kunnen of durven hier vaak met niemand over te praten. Ze vrezen dat ze hun baan zullen verliezen als ze een klacht indienen tegen hun baas.
De kans op seksuele intimidatie is groter in organisatie met een sterke hiërarchie of waar een machocultuur heerst. Maar ook een losse omgangscultuur kan ongezond zijn op dit punt, omdat er dan een onduidelijke grens is tussen gewenst- en ongewenst gedrag.
Bij een auditie of training van een acteur is er bij het verlangen van naaktheid en seksuele handelingen soms een dunne grens tussen functioneel zijn voor het werk (waaronder het beoordelen of trainen van het overwinnen van gêne) en verlangd worden voor het persoonlijke gerief van de beoordelaar/coach, vooral als er geen anderen bij zijn.
Tussen seksuele intimidatie en pesten bestaat een zekere overlap daar het in beide gevallen gaat om gedrag dat een ander als ongewenst en onaangenaam beschouwt. Seksuele intimidatie zou men zelfs als een vorm van pesten kunnen beschouwen. Veel bedrijven hanteren een protocol tegen zowel pesten als seksuele intimidatie, en in veel landen kunnen beiden op dezelfde manier juridisch aangepakt worden. Een groot verschil is dat een enkel seksueel incident al als seksuele intimidatie kan gelden, terwijl om van pesten te spreken er van herhaalde incident sprake moet zijn. Ook loopt men bij seksuele intimidatie soms tegen bewijsproblemen aan, als de seksuele ongewenste gedragingen slechts in aanwezigheid van de dader en het slachtoffer plaatsvinden.

### Wetgeving
De wetgeving op het gebied van seksuele intimidatie op het werk en de strafmaten verschillen van land tot land.
Seksuele intimidatie op het werk is als discriminatie op basis van geslacht binnen de gehele Europese Unie verboden. Werkgevers dienen maatregelen te nemen om dergelijk gedrag te voorkomen en te bestrijden. Dit is vastgelegd in de Europese richtlijn uit 2002 betreffende de toepassing van het beginsel van gelijke kansen en gelijke behandeling van mannen en vrouwen in arbeid en beroep. Alle lidstaten moesten deze richtlijn per 2008 omzetten in nationale wetgeving.
In Nederland is het verbod op seksuele intimidatie sinds 1994 onderdeel van de Arbeidsomstandighedenwet. Sinds 2006 is het ondergebracht bij de discriminatiewetgeving, in art.7:646 van het Burgerlijk Wetboek. Hierdoor wordt de bewijslast in sommige gevallen omgekeerd. Werknemers kunnen vaak bij een vertrouwenspersoon terecht als iets voorvalt.
In Australië is seksuele intimidatie op het werk strafbaar sinds 1984, toen de Sex Discrimination Act van kracht werd. In India bestaat sinds 2013 een Wet op Seksuele Intimidatie van Vrouwen op het Werk. In Zuid-Afrika is seksuele intimidatie op het werk ook verboden.
Er zijn in 2018 ook landen zonder wetgeving, zoals Mali, Mauretanië, Kameroen, Iran en Saoedi Arabië.

## Lijst van voorkomende vormen
In 2018 worden de volgende gedragingen als seksuele intimidatie gezien:
- Verbale vormen:
  - schuine moppen of andere seksueel getinte grappen maken
  - opmerkingen over tv en films in relatie tot seks die daarin voorkomt
  - opvallend vaak contact zoeken
  - communicatie van seksuele aard
  - intieme vragen stellen over iemand seksleven
  - mails of berichten op sociale media sturen met seksuele toespelingen of voorstellen
  - seksuele getinte opmerkingen maken over iemands uiterlijk
  - iemand uitschelden voor hoer of slet
  - seksueel getinte roddels verspreiden
  - iemand proberen te overtuigen om seksuele diensten te verlenen
  - iemand mee uitvragen met het doel om seks te hebben
  - stalken
- Non-verbale vormen:
  - het tonen van seksuele plaatjes (ook bijvoorbeeld per email)
  - seksueel geladen geluiden of gebaren maken
  - intimiderend aanstaren naar bijvoorbeeld borsten of billen
  - seksueel getinte foto's of films verspreiden van het slachtoffer
- Direct lichamelijk contact:
  - ongewenste aanrakingen van seksuele aard.
  - kussen of omhelzen, arm om de schouder, hand op de knie, hand op de rug
  - knijpen
  - klap op het achterwerk
  - de weg versperren
  - te dicht bij staan
  - aanranding
  - verkrachting.

## Seksuele intimidatie op straat
Nafluiten en seksueel getinte vragen stellen op straat wordt door daders vaak gezien als een vorm van flirten. Ook sommigen die dit gedrag ondervinden op straat menen dat het enkel complimenten zijn en vinden het gedrag niet storend of intimiderend.

### Nederland
In Nederland is seksuele intimidatie op straat niet strafbaar. Ahmed Marcouch heeft op 15 februari 2017 een concept-wetsvoorstel gepresenteerd. Voorgesteld wordt een nieuw artikel 429ter in het Wetboek van Strafrecht:
Hij die zich mondeling of door gebaren op seksuele wijze uit jegens een persoon en hierdoor die persoon in een bedreigende, vijandige, beledigende, vernederende of kwetsende situatie brengt, wordt gestraft met hechtenis van ten hoogste drie maanden of een geldboete van de derde categorie.
Het oordeel van de Nederlandse Orde van Advocaten over het wetsvoorstel was zeer negatief.
Op 13 maart 2018 dienden Lodewijk Asscher en Madeleine van Toorenburg een iets ander wetsvoorstel in:
Hij die zich in het openbaar, mondeling of door gebaren, op seksuele wijze uit jegens een persoon en hierdoor die persoon in een bedreigende, vijandige, beledigende, vernederende of kwetsende situatie brengt, wordt gestraft met hechtenis van ten hoogste drie maanden of een geldboete van de derde categorie.
In Rotterdam is seksuele intimidatie op straat per 1 januari 2018 in de APV strafbaar gesteld. Een speciaal handhavingsteam ziet in Rotterdam toe op naleving. Overtreders kunnen een maximale straf krijgen van 3 maanden gevangenisstraf of 4100 euro boete.
In Amsterdam kunnen handhavers en politie volgens de Algemene Plaatselijke Verordening bij bepaalde vormen van ongewenst gedrag op straat vanaf 1 januari 2018 een boete opleggen. De discussie hierover werd in 2016 opgestart door Dilan Yeşilgöz.
Vanaf 1 juli 2024 luidt de wet onder meer: 
Artikel 429ter Sr
Degene die in het openbaar een ander indringend seksueel benadert door middel van opmerkingen, gebaren, geluiden of aanrakingen op een wijze die vreesaanjagend, vernederend, kwetsend of onterend is te achten, wordt gestraft met hechtenis van ten hoogste drie maanden of geldboete van de derde categorie.